# Evans (New York)
Evans è un comune degli Stati Uniti d'America, situato nello Stato di New York, nella contea di Erie.